# 라비 리비
라비 리비(Rabi-Ribi)는 2016년 크레스피리트(CreSpirit)에서 개발하고 퍼블리싱한 횡스크롤 비디오 게임이다. 이 게임은 처음에는 크라우드 펀딩을 받았고, 펀딩 목표의 절반만 달성했음에도 불구하고 2016년 1월 윈도우용으로 출시되었고, 2017년에 플레이스테이션 4 및 PS 비타로 포팅되었다. 이 게임은 나중에 2019년에 닌텐도 스위치로 포팅되었다.
이 게임은 횡스크롤 플랫폼 게임 환경에서 플레이어가 조밀한 총알 패턴을 지닌 다양한 보스와 대결함으로써 총알 지옥과 메트로배니아의 장르를 결합한다. 플레이어는 총알 지옥 게임 플레이를 용이하게 하기 위해 아주 작은 히트박스를 가진 토끼 소녀 에리나를 제어한다.
라비 리비는 다양한 기술 수준을 수용할 수 있는 다양한 난이도 설정 및 모드 외에도 플레이어에게 제공하는 사용자 정의 수준에 대해 칭찬을 받았다. 게임의 사운드트랙과 독창성은 승인을 받았지만 약한 스토리텔링과 단조로운 캐릭터 디자인으로 인해 비판을 받았다.
영적 후속작인 TEVI는 2023년 11월 윈도우 및 닌텐도 스위치용으로 출시되었다. 라비 리비의 8주년을 맞아 직접 속편이 작업 중이라고 발표되었다.